# Imiut
Das Imiut stellt als Insigne den Balg von Anubis dar und enthielt seit der 5. Dynastie die Glieder des Osiris. Es diente der Wiederherstellung und Wiederbelebung des Toten durch die Entfaltung der positiven Eigenschaften sowie Aufgaben des Balsamierers Anubis.

## Hintergrund
Üblicherweise bestand der Imiut-Balg aus dem Fell eines Caniden, in der Frühzeit seltener auch aus der abgezogenen Haut eines Panthers oder einer Ginsterkatze sowie im Mittleren Reich eines Boviden. Das Pantherfell tritt erst regelmäßig während der Ramessidenzeit parallel zum Caniden- und gefleckten Bovidenfell auf.
Der Imiut-Fetisch hatte den Charakter einer magischen Schutzhaut gegen die Mächte des Seth. Die diensthabenden Götter wurden bei dem zugehörigen Ritual aufgefordert, besonders wachsam zu sein. Es galt daher als Umhüllung gegen die negativen göttlichen Kräfte, die den Eintritt in die Duat gefährden.
Darstellungen in Relief und Malerei sind gut bezeugt. Es gibt jedoch nur wenige rundplastische Wiedergaben: Aus dem Grabbezirk des Imhotep (12. Dynastie), zwei Embleme aus dem Grab (KV62) des Tutanchamun und aus dem Grab des Tjanenheb (26. Dynastie).